# Zeche Planetenfeld
Die Zeche Planetenfeld ist ein ehemaliges Steinkohlenbergwerk in den Stadtteilen Dortmund-Dorstfeld/Oespel. Das Bergwerk ist aus der Umbenennung der Zeche Vereinigte Adolph entstanden. Es befand sich an der heutigen Wittener Straße, südlich der Bundesstraße 1, heute Bundesautobahn 40.

## Geschichte

### Die Anfänge
Am 14. Oktober des Jahres 1848 wurde das Geviertfeld Planetenfeld verliehen. Bis zum Jahr 1855 war das Bergwerk unter dem Namen Zeche Adolphus in Betrieb. Aufgrund von Geldmangel wurde das Bergwerk stillgelegt. Im Jahr 1869 wurde das Bergwerk unter dem Namen Zeche Vereinigte Adolph wieder in Betrieb genommen. Ab dem 7. April desselben Jahres wurde das Bergwerk wieder stillgelegt. Im darauffolgenden Jahr wurde das Bergwerk zunächst wieder in Betrieb genommen und wenig später wieder stillgelegt. Im Jahr 1872 wurde das Bergwerk erneut in Betrieb genommen. Da der alte Schacht des Bergwerks verbrochen war, wurde im selben Jahr begonnen, den tonnlägigen Schacht abzuteufen. Noch im selben Jahr erreichte der Schacht bei einer Teufe von 26 Metern (+84 m NN) das Karbon.

### Die weiteren Jahre
Im Jahr 1873 erfolgte die Umbenennung in Zeche Planetenfeld. Noch im Jahr 1873 wurde eine Betriebsgemeinschaft mit der Zeche Vereinigte Carlsglück unter dem Namen Vereinigte Carlsglück & Planetenfeld geschlossen. Trotz dieser Vereinigung blieben beide Bergwerke weiterhin rechtlich selbstständig. Im selben Jahr erreichte der Schacht Adolph eine Teufe von 35 Lachtern. Anschließend wurde im Schacht mit der Förderung begonnen. Die Teufarbeiten wurden anschließend weiter fortgeführt und eine untertägige Verbindung zur Zeche Vereinigte Carlsglück erstellt. Im Jahr 1874 wurde mit der Ausrichtung der 1. Sohle begonnen. Diese Sohle wurde in einer Teufe von 96 Metern (+14 m NN) aufgefahren. Bei einer seigeren Teufe von 147 Metern (−37 m NN) wurde eine Zwischensohle aufgefahren. Jedoch konnten mit der Zwischensohle keine guten Aufschlüsse angefahren werden. Im Jahr 1876 wurde bei einer flachen Teufe (418 Meter seiger) (−308 m NN) die 2. Sohle angesetzt. Im Jahr 1881 gingen die aufgeschlossenen Lagerstättenvorräte allmählich zu Ende. Im Jahr 1882 wurde mit der Zeche Vereinigte Germania ein Abbauvertrag geschlossen. Aufgrund dieses Vertrages konnte die Zeche Planetenfeld im Sicherheitspfeiler zwischen beiden Bergwerken abbauen. Im Jahr 1886 wurde auf der 2. Sohle ein Durchschlag zur Zeche Vereinigte Carlsglück erstellt. Noch im selben Jahr konsolidierten die beiden bisher eigenständigen Bergwerke zur Zeche Vereinigte Carlsglück & Planetenfeld.

## Förderung und Belegschaft
Im Jahr 1869 wurden mit sieben Bergleuten insgesamt 94 Tonnen Steinkohle gefördert. Im Jahr 1872 waren bereits 151 Beschäftigte auf dem Bergwerk. Im Jahr 1878 waren 122 Mitarbeiter auf dem Bergwerk beschäftigt, die Förderung betrug rund 28.000 Tonnen Steinkohle. Im Jahr 1880 wurde eine Förderung von 24.845 Tonnen Steinkohle erbracht, die Belegschaftsstärke betrug 86 Beschäftigte. Die maximale Förderung des Bergwerks wurde im Jahr 1881 erbracht. In diesem Jahr wurden mit 93 Beschäftigten 31.009 Tonnen Steinkohle gefördert. Die letzten Förder- und Belegschaftszahlen stammen aus dem Jahr 1885, als mit 88 Beschäftigten 19.254 Tonnen Steinkohle gefördert wurden.